# Tapes (Rio Grande do Sul)
Tapes é um município brasileiro do estado do Rio Grande do Sul. É o 27ª mais antigo município do estado.
Fundado no século XIX, originou-se de uma estância, fazenda de produção de charque. Naquele contexto, sua localização privilegiada no mapa gaúcho, às margens da  Lagoa dos Patos, aliada às condições naturais de sua orla lacustre, foi fator decisivo para que a povoação se desenvolvesse. Povos indígenas, africanos e portugueses dos Açores construíram as bases do que seria a cidade. Mais tarde, o aglomerado se tornaria um importante núcleo de escoamento da produção econômica da região centro-sul gaúcha.
A riqueza natural do município é frequentemente invocada nas discussões sobre o norteamento de seu futuro, com reiterada defesa do turismo ecológico, o qual, segundo algumas visões, poderia simultaneamente se valer da riqueza histórica e cultural da região. Vale citar que as zonas rurais do município abrigam reservas florestais de Butiá, nas quais vivem pelo menos mais de 50 espécies vivas do bioma pampa ameaçadas de extinção.
Na atualidade, a economia do município baseia-se principalmente na rizicultura, na pecuária bovina, no comércio e no turismo de verão.
Dentre os eventos que mais atraem visitantes à cidade destacam-se os relacionados ao folclore, à música popular, ao artesanato, à dança, ao automobilismo, à pesca e à religião. No campo do tradicionalismo sul-riograndense, o município realiza anualmente o Acampamento da Arte Gaúcha, que visa promover revelações de talentos da música nativista gaúcha. A cidade integra as regiões Centro-Sul, Costa Doce, Metade Sul , Mesorregião Metropolitana de Porto Alegre e Microrregião de Camaquã.

## Pré-Colombianos

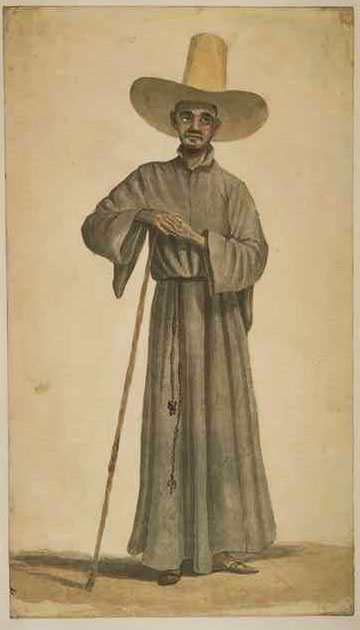
Padre jesuíta no Brasil do século XVIII.

Os povos pré-colombianos do município eram os índios Patos, de cultura Guarani, um ramo dos Quíchuas do Peru (também conhecidos por Incas). Povos pacíficos de cultura neolítica. Os Patos foram caçados por aventureiros paulistas que vinham de barco e os levavam para São Paulo como escravos. Foi tão intenso esse tráfico, que dois terços da população do estado de São Paulo falava guarani e não o português.
Em São Paulo os Patos morriam desidratados, pois eram obrigados a vestir roupas de lã (estilo português) e a trabalhar na lavoura sob escaldante sol tropical. Relatos da época diziam que os indígenas eram imorais, pois não tinham vergonha de mostrar suas genitálias. Os que se recusavam a vestir-se eram condenados pelos Tribunais da Santa Inquisição que atuaram no Brasil Colônia.
No século XVII, os padres jesuítas espanhóis, com sede em Assunción, no Paraguai, resolveram estabelecer reduções à margem esquerda do rio Jacuí. Roque Gonzáles, padre jesuíta vindo de Guairá, fundou a primeira redução, próxima a atual cidade de Ijuí.
Um século mais tarde as reduções se espalhavam por boa parte do atual Rio Grande do Sul. No atual município de Sertão Santana, havia uma redução da erva mate. A erva mate era mascada pelos índios Guaranis, pois ela combatia a fadiga. Esse hábito foi assimilado pelos bandeirantes. Como não havia pés de erva mate em todos os locais, Antonio Raposo Tavares resolveu secar a erva e levá-la na bandeira, daí surgiu o tradicional chimarrão.
No município de Tapes havia ainda uma fazenda de gado no Morro da Formiga, margem direita do canal de Itapoá (nome que significa pedra redonda).
Em 1752 essas reduções foram arrasadas pelo exército português, pois os caciques Sepé Tiaruju e Nicolas Nhemguirú recusaram-se a cumprir o que determinava o Tratado de Madrid, assinado dois anos antes. O gado jesuítico permaneceu como gado sem dono, espalhado pela vastidão do pampa gaúcho (e era chamado de gado chimarrão). Servia de alimento aos índios charruas que habitavam o extremo sul do Rio Grande do Sul, altamente belicosos e nômades. Foi do cruzamento desses índios com o europeu que surgiu o gaúcho.
Para aproveitar esse gado chimarrão, surgiram as charqueadas. Inicialmente em Pelotas, e mais tarde por toda a margem direita da Lagoa dos Patos. O gaúcho caçava o gado selvagem no campo e o vendia nas charqueadas, onde os escravos faziam o charque e os portugueses ficavam com o lucro. Em Tapes, a realidade não foi diferente. Era assim que funcionava a charqueada de Brígida Calderon e Patrício Vieira Rodrigues. Localizava-se à margem direita da Sanga da Charqueada, no local onde atualmente se localiza o Loteamento Luiz Carlos Wolf. Havia um ancoradouro de barco onde hoje se localiza o Camping Municipal Antonio Joaquim Simchen, onde ancorava um barco de nome Tapes, por isso o local era chamado de Porto de Tapes.
Há suas controvérsias quanto a existência de uma tribo indígena denominada Tapes. O termo era usado pelos bandeirantes paulistas para designar os índios e as aldeias do Rio Grande do Sul.

## História
A região foi habitada por índios da tradição Tupi-Guarani. Por volta de 1808, atraídos pela fertilidade do solo e pela abundância das pastagens da região, imigrantes açorianos estabeleceram-se na área, instalando estâncias e charqueadas que foram a base da economia local por algum tempo.
Posteriormente, decorrentes da própria configuração geográfica, desenvolveram-se a prática da agricultura e da pecuária que constituem atualmente a principais riquezas do município.

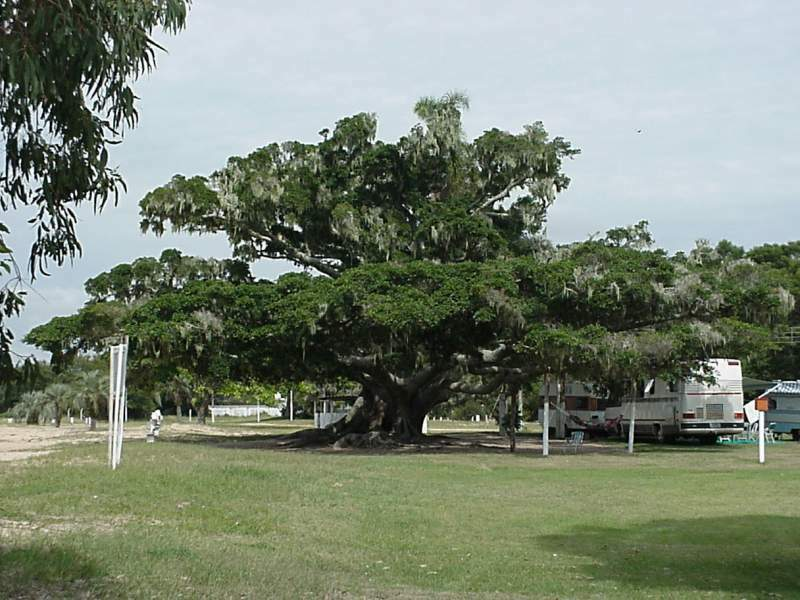
Figueira no Camping de Tapes.

Mesclado com a cultura indígena, os açorianos e negros, seguidos dos imigrantes, desenvolveram suas tradições, seus usos e costumes que hoje ainda fazem parte do cotidiano da cidade. Em 1824, Patrício Vieira Rodrigues adquiriu a antiga Sesmaria de Nossa Senhora do Carmo. No ano seguinte, estabeleceu uma charqueada na foz de um arroio na Lagoa dos Patos, e passou a chamar-se Arroio da Charqueada. Em função desta atividade é criado no local um porto, que deu origem à cidade de Tapes.
A primeira sede do município, denominada Freguesia de Nossa Senhora das Dores de Camaquã, foi criada dia 29 de agosto de 1833. Sua emancipação política e administrativa ocorreu em 12 de maio de 1857, mas por questões políticas ou econômicas, a Freguesia passava a integrar ora no território de Porto Alegre, ora de Camaquã, chegando inclusive a pertencer a Triunfo e Rio Pardo.
Em 16 de dezembro de 1857, foi elevada à categoria de Vila, sendo esta a data considerada como a de emancipação política do município.
Em 25 de junho de 1913, o município desincorporou-se definitivamente de Porto Alegre e, em 22 de maio de 1929, através de um plebiscito, foi realizada a transferência da Sede da Vila de Nossa Senhora das Dores para o Porto de Tapes, então 2º distrito.
Posteriormente, o Decreto nº 10 de 21 de setembro de 1929, muda o nome do município de Dores de Camaquã para município de Tapes, sendo Primeiro Intendente o Senhor Manoel Dias Ferreira Pinto.

### Origem do nome

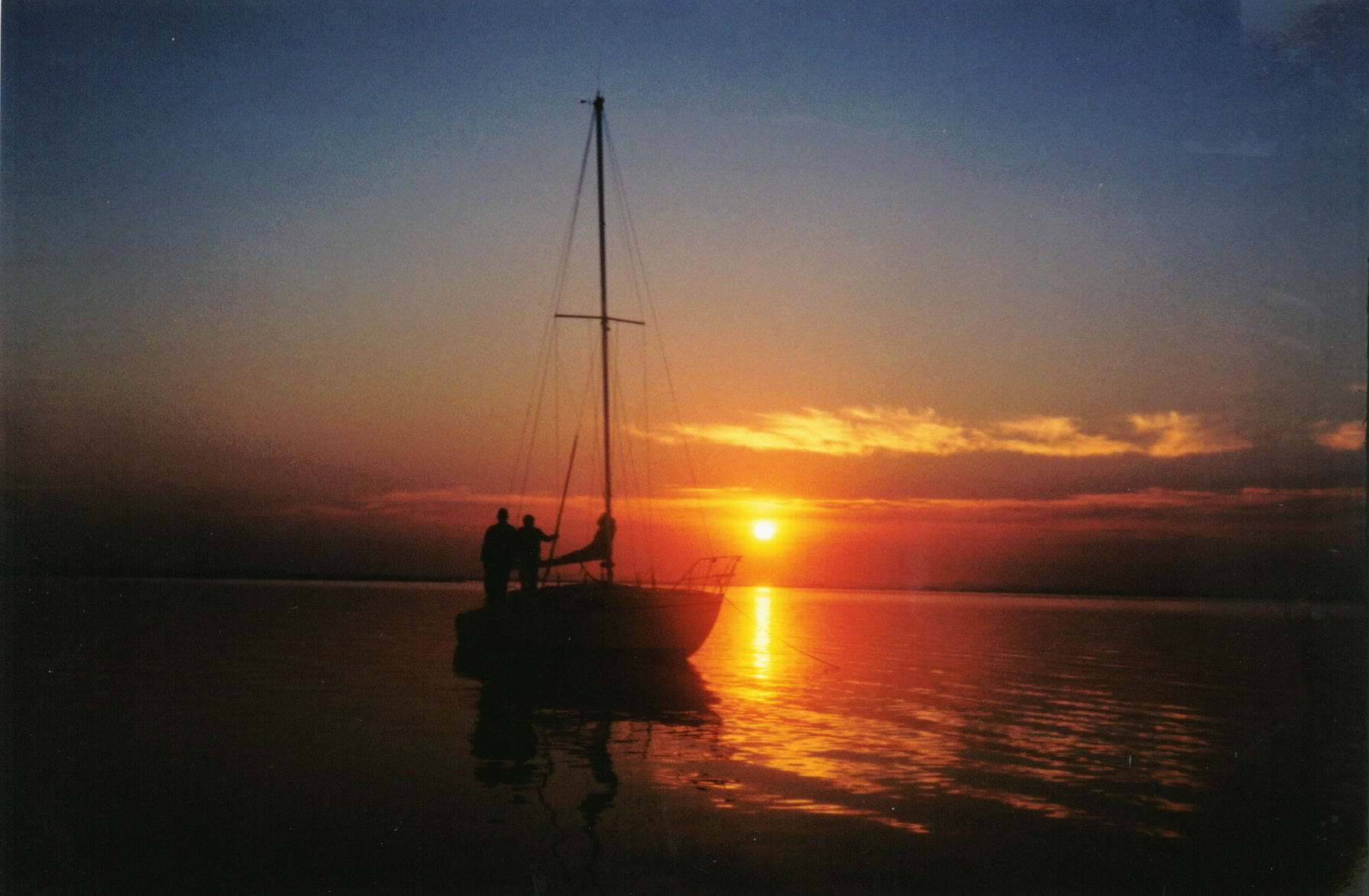
Nascer do Sol na Lagoa dos Patos em 2009

Acredita-se que o nome da cidade tenha origem devido aos índios que viviam no território antes da chegada dos colonizadores; ou ainda devido a Serra de Tapes, um acidente geográfico da região; ou por último, consequência de um dos barcos da charqueada do Coronel Patrício que tinha este nome, mas até hoje não se tem uma origem por definitiva.
Segundo o professor Miguel Angel Z. Sanchis, historiador da cidade, dizer que o nome Tapes tem origem na serra do mesmo nome é em primeira análise um erro, porque a Serra de Tapes localiza-se a mais de 200 km de distância da cidade, nos municípios de Piratini e Canguçu, ao sul do estado. Desta forma, não há nenhuma vinculação direta entre a serra e o município de Tapes. Nem sequer com o município mãe, Dores de Camaquã.
Uma outra hipótese considera os índios Tapes como primitivos habitantes da região, daí o nome do município, entretanto, esta versão, numa primeira análise, também carece de sentido. Os índios Tapes habitavam o planalto gaúcho, ao centro-norte do estado, igualmente distante. Os índios que habitavam esta região eram, segundo os pesquisadores, os Aranches.
A versão de que um barco de nome "Tapes", utilizado na charqueada do Coronel Patrício Vieira Rodrigues, teria dado o nome ao porto é bem mais razoável, mas há dificuldades em comprovar a teoria porque, em primeiro lugar, não há comprovação de que este barco realmente existiu. Ruy Quadros Machado relatava um boato popular sobre a existência de uma corrente, presa junto a margem da Sanga das Charqueadas, perto do suposto estabelecimento do Coronel Patrício, junto a atual Vila dos Pescadores. O povo dizia haver mergulhado na ponta daquela corrente os objetos de valor do Coronel, devido ao avanço das tropas farroupilhas. Outros acreditavam tratar-se do barco Tapes. Populares, acreditando na versão da caixa, teriam forçado a corrente, rebentando-a. Ali morria a história. Uma das citações célebres do barco Tapes é do poeta Paulo Martins, que citou o mesmo em versos.
A hipótese mais provável é a de que os padres jesuítas, vindos da Argentina e Paraguai, cruzaram o rio Uruguai, fugindo da perseguição dos bandeirantes, a procura de índios amansados com intuito de escravizá-los. Em fuga chegaram ao norte do estado, fundando as Reduções Jesuíticas de Tape (1626).
Na linguagem dos indígenas, Tapes era caminho, trilha para o mar, para a Europa, onde afinal os jesuítas tinham suas pátrias, credos e possibilidades de manter comércio. Era zona de Tape o atual estado do Rio Grande do Sul. Com o estabelecimento dos jesuítas nas reduções gaúchas, Tape passou a ser dali ao mar. Os nativos do local eram índios do caminho (Tapejaras, Tapes). Do rio Jacuí ao Rio Grande qualquer lugar era bom caminho.

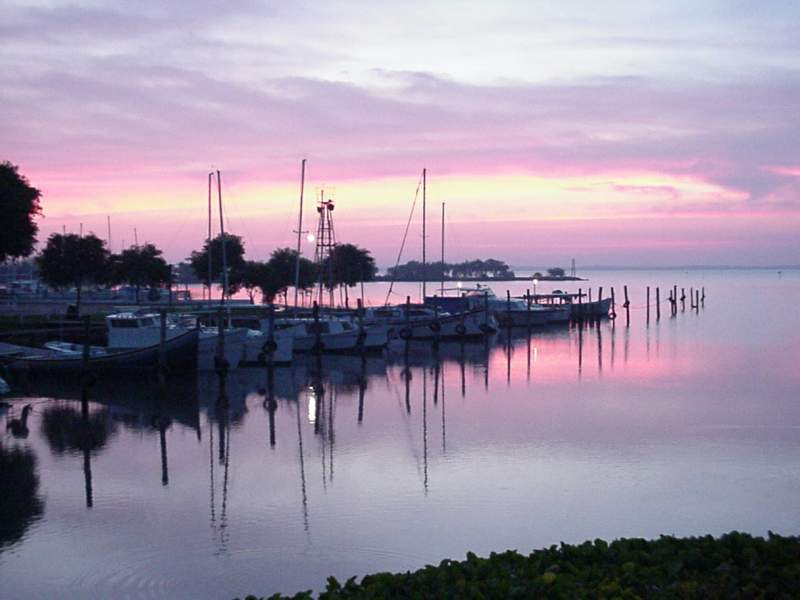
Barcos no ancoradouro do Clube Nautico Tapense em 2009.

Com o início da colonização portuguesa (por volta de 1720), o termo Tape deve ter sido assimilado pelo português (ganhando o plural) e designado "lugar de caminhos". O início da exploração do gado, abandonado pelos jesuítas no retorno ao Paraguai (1640), fez com que surgissem "caminhos" para os portugueses escoarem o couro e, posteriormente a carne para o mercado externo. O gado da região da campanha, para chegar ao mar, deveria cruzar o caminha da serra, ou a Serra de Tapes. Com o tempo, devido ao forte avanço da colonização, a região do Tapes perdeu força e área, devido à polarização causada pelo porto de Pelotas e de Porto Alegre, passando a denominar a estreita faixa entre a Lagoa dos Patos e a Serra do Sudeste.
É possível especular isso nas expressões usadas, principalmente por pessoas da serra, nascidas no início do século e ainda vivas, referindo-se a região e não a cidade, usando termos como: "lá para a banda dos Tapes". Outro forte indício disso é o apelido do General Zeca Neto, um dos líderes da Revolução Federalista de 1923 (Chimangos x Maragatos): o "Condor do Tapes". Ora, sabe-se que a área de atuação era basicamente de Pelotas a Guaíba e apesar da atuação de habitantes de Tapes na Revolução Federalista, ele era camaqüense. O apelido mostra que Tapes não era só o nome dado a cidade, mas a toda região citada. Desta forma, voltando na história, o barco Tapes talvez tivesse este nome devido a sua área de atuação, os Tapes, sua região de trabalho.
Por algum motivo, atualmente perdido na história, foi adotado o nome da região para definir o "Porto de Dores" (que certamente foi a primeira denominação usada para Tapes), talvez por ser um dos melhores portos / caminho da Lagoa dos Patos. Ou talvez porque esta região, antes do desenvolvimento trazido pelo arroz, tenha sido apenas um caminho, um porto, um tapes.

## Breve Histórico de Algumas Regiões da Cidade

#### Centro
Apesar da perda de grande parte da história, a arquitetura da região central próxima à laguna demonstra traços do antigo vigor econômico do município. A região abriga a Igreja Matriz, a Praça Rui Barbosa e o Calçadão da Lagoa. Às margens da laguna, os antigos engenhos de arroz sobrevivem a intenções de demolição para a construção de novas estruturas. Uma alternativa que vem sendo levantada para o aproveitamento econômico do local, sem a necessidade de derrubada de tais prédios, é a incorporação dos engenhos a um projeto urbanístico que integrasse praias, história e estabelecimentos comerciais.

#### Balneário Rebello
Instituído nas décadas de 1990 e 2000, o bairro abriga grande número de residentes. É onde ficam várias praias da cidade.

#### Rua Treze de Maio
A rua apresenta esse nome porque teria recebido pessoas marcadas pelo sistema escravagista no século XIX. Em 13 de maio de 1888, a Princesa Isabel, então regente do Império Brasileiro, assinou a Lei Áurea, libertando finalmente as pessoas que haviam sido escravizadas no país e seus descendentes. A rua é berço de importante escola de samba da cidade.

#### Bairro Vila Nova
A Vila Nova teria nascido em local antigamente destinado à criação de rebanhos bovinos.

#### Arroio Teixeira
O bairro abriga tradicional escola de samba, denominada "Acadêmicos do Arroio". Sua população desenvolveu-se às margens do rio que lhe deu o nome.

#### Bairro Vila Wolf
O assentamento teria decorrido de gesto do Senhor João Ataliba Wolf, que teria doado terras para a habitação na cidade.

### Símbolos oficiais

#### O brasão
O Brasão de Armas do Município de Tapes é de autoria de heraldista Arcinoé Antonio Peixoto de Farias.

#### A bandeira
A bandeira municipal de autoria do heraldista Arcinoé Antônio Peixoto de Farias, obedece a tradição da heráldica portuguesa.

#### O hino
O hino municipal tem sua letra composta pelo Dr. Itamar Rezende Duarte e a música pela professora Mariza Maria V. Duarte.

## Geografia

### Localização
O município de Tapes faz parte da região centro-sul do estado brasileiro do Rio Grande do Sul, da mesorregião Metropolitana de Porto Alegre e da microrregião de Camaquã, possuindo uma área territorial de 805,3 km², dividida em 16,8 km² de área urbana e 788,5 km² de área rural.
Localiza-se na latitude 30° 41 minutos Sul e longitude 51° e 25 minutos Oeste a uma altitude de 7 metros, situando-se a sudoeste da capital do estado e confrontando-se com os seguintes municípios: Barra do Ribeiro (ao Norte), Arambaré (ao Sul), Sentinela do Sul (ao Oeste). Tem todo o seu limite Leste banhado pelas águas da Lagoa dos Patos

### Demografia
Sua população em 2022, de acordo com estimativa do IBGE, é de 14.659 habitantes As áreas de maior concentração populacional encontram-se na zona leste do município, onde o relevo é suave, facilitando o assentamento humano.
A formação étnica predominante foi a de portugueses de origem açoriana, negros e índios.
Por volta de 1808, atraídos pela fertilidade do solo e pela abundância das pastagens da região, imigrantes açorianos estabeleceram-se na área, instalando estâncias e charqueadas que foram a base da economia local por alguns tempos.
Posteriormente, decorrentes da própria configuração geográfica, desenvolveram a prática da agricultura e pecuária que constituem atualmente as principais fontes econômicas do município.
Mesclada com a cultura indígena, os açorianos e negros, seguidos os imigrantes, desenvolveram no local suas tradições, usos e costumes.
Em 1824, Patrício Vieira Rodrigues adquiriu uma propriedade e construiu um porto para transporte de charque, às margens da Lagoa dos Patos, dando origem à cidade de Tapes.

### Relevo
O município de Tapes é constituído por planícies formadas por terrenos arenosos, baixos e planos com pequenas elevações em algumas regiões.
Tapes divide-se em duas regiões distintas: planície costeira da Lagoa dos Patos e zona elevada.

#### A planície costeira
No fim do pré-cambriano não havia esta planície costeira, nem a Lagoa dos Patos. Tudo era oceano e água salgada. Na era mesozóica houve uma intensa atividade vulcânica na região que formou o solo de terras vulcânicas ali existentes. Essa atividade vulcânica formou também parte da atual planície, e a península que separa a Lagoa dos Patos do oceano Atlântico.
Foi estimado que o solo de origem vulcânica da era mesozóica do extremo sul da península de Tapes, Palmares do Sul e Tavares, deve ter-se formado por volta de 1,5 bilhões de anos atrás. A planície costeira formou-se pela erosão através dos milênios e principalmente durante a Glaciação de Günz quando as geleiras que ali se formaram, arrastaram milhares de toneladas de terra formando a planície.
As areias brancas periféricas à Lagoa dos Patos, foram resultantes do atrito das águas com as pedras submersas formando areia que foi trazida para à margem pelas ondas.

#### Zona elevada
É parte da Serra do Erval que por sua vez é parte da Serra do Mar. A serra do mar é formada predominantemente de solos cristalinos e pedras de granito, porém em Tapes predominam os solos de origem vulcânica resultante da decomposição das rochas de basalto.
Os cristalinos formaram-se na era pré-cambriana ou azóica (cerca de 4,5 bilhões de anos atrás) enquanto que o solo basáltico tem formação mais recente, na era Mesozóica, são solos vulgarmente conhecidos como de barro vermelho, muito abundante na margem da rodovia BR-116, e, também os arenosos da região do Erval e Raia Pires.
Esta parte da Serra do Mar recebeu o nome de Serra do Erval porque os índios missioneiros mantinham na região uma intensa exploração da erva-mate, cuja sede localizava-se na parte norte da Linha Alfredo Silveira, atual município de Sertão Santana. Os índios Patos, primitivos habitantes, chamavam a região de Camaquã, o que em seu idioma queria dizer "seio da mulher". Daí o nome de Dores de Camaquã (antigo nome de Sentinela do Sul) e "São João de Camaquã" (antigo nome de Camaquã).
Na região da Camélia e na Região do Sítio dos Ferreiras e adjacências existem terras vermelhas que são considerados pelos ruralistas como de baixa qualidade. As mesmas foram examinadas e foi verificado que se trata do mesmo solo das terras roxas do Paraná, onde é chamado de "terra roxa", porque os imigrantes italianos as chamavam de Tiera Rossa. Na realidade não são roxas e sim vermelhas.
No município de Medianeira colhe-se 50 sacas de soja por hectare e lá esse solo é considerado o melhor do Brasil. A única diferença é porque o solo do Paraná é de origem mais recente, se formou na era Mesozóica e o da região de Tapes se formou no início da Paleozóica.

### Clima
A temperatura média anual é de 18 °C, apresentando pequenas variações de inverno e verão.
A precipitação pluviométrica anual está em torno de 1.200mm.
Os ventos predominantes são: no verão Leste e no inverno Nordeste.

### Vegetação

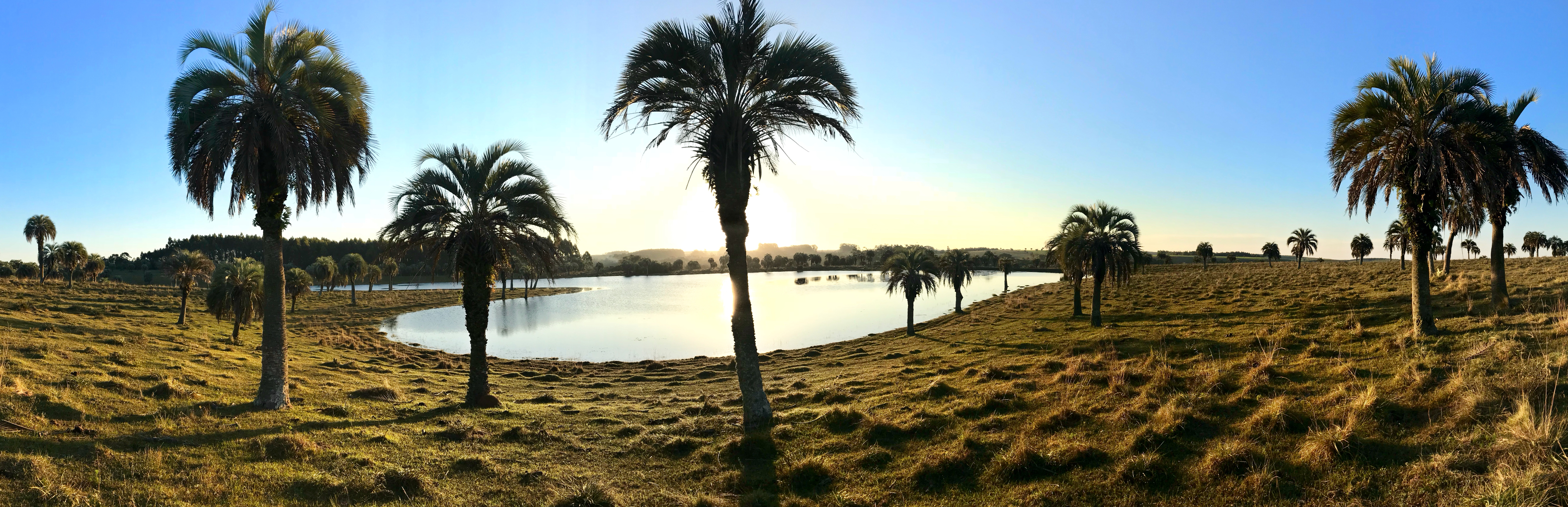
Butia capitata, commonly known for pindopalm, is a specie of palmtree of South America. The bioma in wich it is in has at least fifty endangered species.

Campos e matas são os principais tipos de vegetação que predominam no município. As terras de vegetação baixa rasteira e quase sem árvores tornaram-se próprios para criação de animais (bovinos, ovinos, eqüinos, etc.).
Predominam nas matas árvores como: figueiras, tarumãs, maricás, butiazeiros, vassouras vermelha, capororocas, erva-de-bugre (casearia sulvestris), aroeira, branquilhos, quentrilhos, mamica-de-cadela, cactos, ananás, corticeiras, bromélias entre outras mais.
Existem, ainda, florestas de eucaliptos e pinus que foram plantadas pela mão do ser humano e que constituem fonte de renda para o município.

### Fauna
Zorrilho, guaraxaim, gambá, mão-pelada, gato-do-mato, lontra, capivara, ratão-do-banhado, preá (cavia aperea), lagarto, lagartixa, serpentes em geral (coral, campeira, cruzeira, cega, verde, etc.), jabuti, cágado, tatu, mulita, garça branca e parda, frango d’água, ema, martim-pescador, perdiz, quero-quero, coruja, joão-de-barro, bem-te-vi, corruíra, pardal, maçarico, gaivota, cardeal, alma-de-gato, canário, anu, sabiá, saíra, colhereiro, caturrita.
Aves migratórias: marrecão, marrecas piadeiras e parda, biguá, pombas, galinhola, narceja, joão-grande, tarã e outras espécimes.

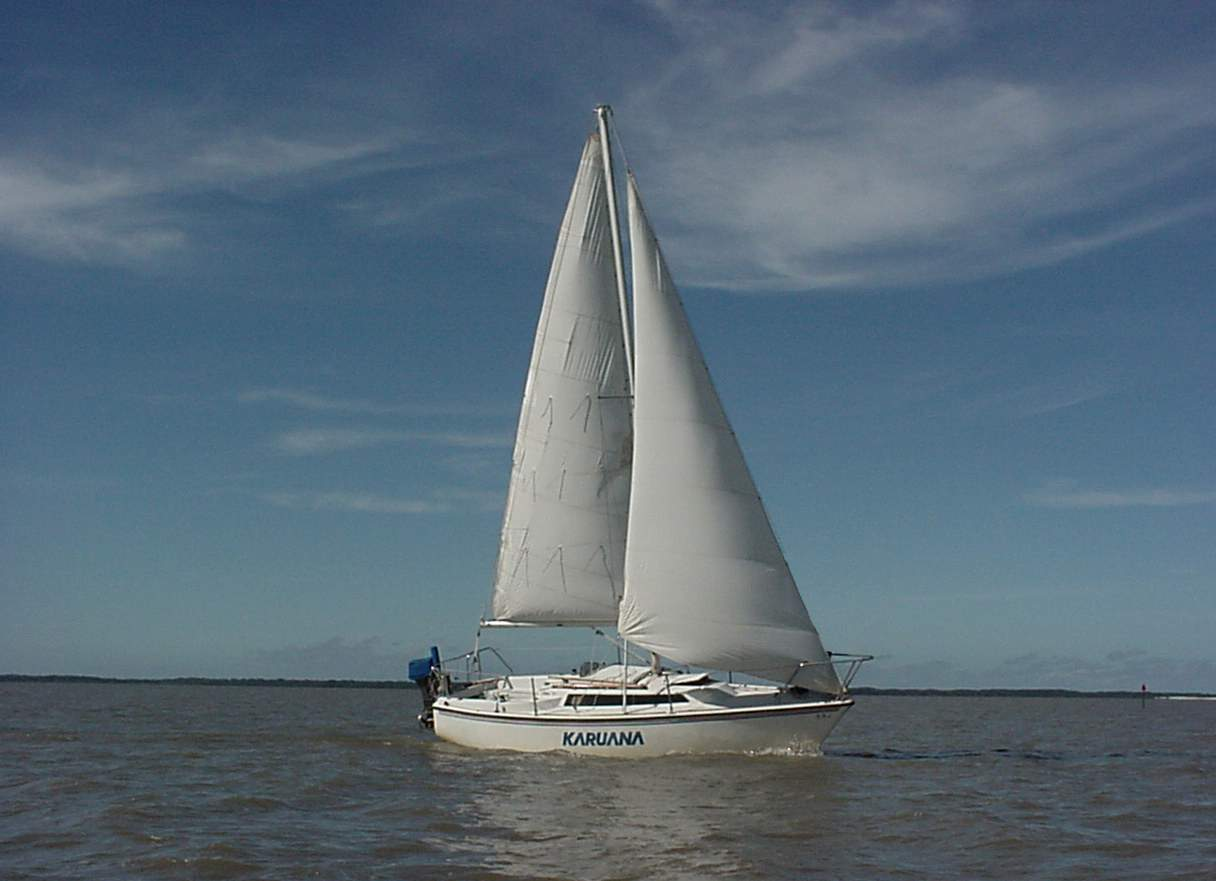
Barco navegando na Lagoa dos Patos.

### Hidrografia

#### Lagoa dos Patos
Em Tapes a Lagoa dos Patos propicia a comunidade e turistas, balneários e praias que no verão atraem banhistas e esportistas por sua beleza. Além de possuir uma bela enseada também é conhecida pelo Pontal de Tapes, no qual acontece a travessia de natação, onde participam nadadores de todo o Brasil.
A lagoa é própria para a navegação, pois possui um canal dragado desde a marina localizada no Clube Náutico.

#### Saco de Tapes

Saco de Tapes.

Enseada denominada Saco de Tapes, sua profundidade varia de 4,5 a 6 metros de profundidade, não poluída, serve de cartão de visitas para o município, possui um canal dragado que permite a navegação de barcos com até 3 m de calado.
Está localizada a leste do município podendo ser alcançada pelas rodovias BR-116, RS-717 ou navegando pela Lagoa dos Patos.
Possui área para banho, pesca, ancoradouro, esportes náuticos, navegação de embarcações de pequeno e médio porte. Antigamente servia como meio de transporte para a comercialização de arroz. Possui uma marina privada (Clube Náutico Tapense) que está sendo ampliada de 80 para 200 barcos.

#### Praias

##### Praia dos Pinheirais da Lagoa
Localizada no bairro Pinvest, distante 4 km do centro da cidade, tem uma extensão de 6 km com orla de areias brancas e mata nativa junto ao loteamento, com aproximadamente 500 residências de veraneio e casas de moradia. O Camping dos Pinheirais tem capacidade para 500 barracas e 50 trailers.
Pode se chegar até ela pelas vias BR-116, RS-717, TPS-125 e Avenida Borges de Medeiros. A praia possui toda infra-estrutura do camping, cantina, churrasqueiras ao ar livre, banheiros, supermercado, restaurante, playground, cancha de bocha, quadras de futebol sete e de vôlei. Durante o verão pode-se fazer diversos esportes náuticos como: jet ski, canoagem, windsurfe, além de velejar.

##### Praia do Clube Náutico Tapense
A praia do Clube Náutico Tapense tem uma área aproximada de 20.000 m² e está situada ao lado da marina do clube. A marina está sendo ampliada de 80 barcos para 220. Este é um local adequado para realizar provas náuticas sendo este o local de realização da Travessia do Pontal de Tapes e Maratona Mundial de Natação.
A praia possui marina, área para pesca, estaleiro, restaurante, quadra de vôlei, tênis, futebol sete, sauna, piscinas, molhes para pescaria, complexo de banheiros e vestiários.
Chega-se ao local pela BR-116, RS-717, e pela Lagoa dos Patos.

##### Praia do Balneário Municipal

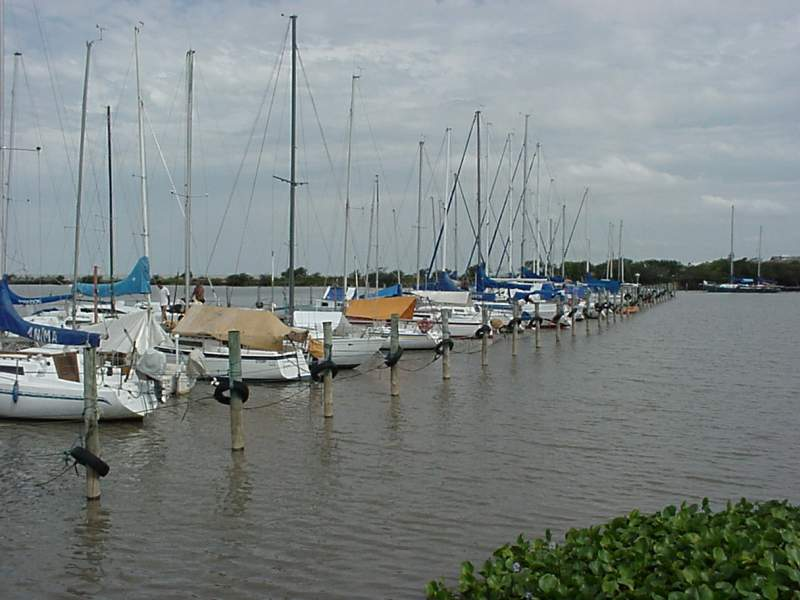
Barcos no Saco de Tapes.

Localizada na sede do município possui uma extensão de 1 km de margem, com areias brancas e águas rasas, a praia é utilizada pelos tapenses e também para realização de regatas de optimist, motonáutica, por ser de fácil acesso e por possuir uma excelente raia para estes tipos de eventos náuticos. Possui ainda um calçadão com floreiras.
As vias de acesso são a BR-116, RS-717, Avenida Assis Brasil, Avenida Getúlio Vargas e Rua Coronel Pacheco.

##### Praia do Balneário Rebello
Localizada na sede do município possui um completo serviço de camping e hotel, sua extensão é e aproximadamente 4 km de areias brancas e arborização com lindas figueiras. Suas águas são rasas e é freqüentada principalmente por excursões de outras localidades e população local. Possui ainda quatro campings que margeiam a lagoa.
Pode-se chegar à praia pela BR-116, RS-717, Avenida Assis Brasil e Avenida Getúlio Vargas.

##### Praia do Camping Orlando Nogueira Ramos (Geraldo Santana)
Situa-se também na sede do município possuindo toda infra-estrutura do camping, cantina, banheiros e churrasqueiras. É um local aprazível, com areias brancas e limpas, arborizada com árvores nativas, principalmente frondosas figueiras. Ótima para banho, com águas claras e límpidas.
Chega-se ao local pela BR-116, RS-717, Avenida Assis Brasil, Avenida Getúlio Vargas e rua Vereador Armando Petry.

##### Praia do Camping União
A praia possui uma área de 30.000 m², com arborização nativa, possui ainda toda infra-estrutura de camping, com uma extensão de 2 km de área para banho, com areias brancas e águas rasas.

##### Praia de Fora
Localiza-se no outro lado do Saco de Tapes distante 8 km da sede. Possui grande extensão de areia, costa da Lagoa dos Patos, ótimo local para visitação. Chega-se até ela por via fluvial e estrada sem denominação.

## Economia
A economia do município está concentrada principalmente na agricultura (predomina a cultura do arroz irrigado por inundação), na pecuária, no comércio, na indústria e no turismo.

## Cultura

### Tradições e festas religiosas
Entre a população, existe uma predominância de adeptos da religião católica. Dados históricos demonstram uma cidade com fortes raízes religiosas, o que se pode constatar através dos festejos nos dias Santos. As festas de maior destaque em Tapes são:
- Festa de São Cristóvão;
- Festa de Nossa Senhora dos Navegantes;
- Festa de Nossa Senhora do Rosário;
- Festa de Oxum;
- Festa de Nossa Senhora do Carmo (Padroeira do Município).

Destacam-se também as religiões umbandista, evangélica e espírita. Além das procissões e festas religiosas, o folclore do município baseia-se principalmente nas grandes manifestações de Ternos de Reis que ocorrem de 24 de dezembro a 6 de janeiro, onde os grupos saem de casa em grandes cantorias anunciando a chegada de Cristo.

### Eventos da cidade

#### Acampamento da Arte Gaúcha
O Acampamento da Arte Gaúcha é um concurso estritamente amador, onde novos valores têm a oportunidade de mostrar seu trabalho, descobrindo novos talentos. Único no cenário gaúcho, prima por buscar reunir todas as formas e rumos da manifestação da arte gaúcha, reunindo na cidade, no início do ano, folclore, música popular, artesanato e dança.

#### Carnaval de rua de Tapes
O carnaval como festa de cultura popular é no sentido exato da palavra praticado pela comunidade Tapense com muito entusiasmo bem como em relação aos visitantes, que conhecendo este evento não perdem de compartilhar desta alegria. É o Carnaval de Rua de Tapes reconhecido como o melhor da Costa Doce.

#### Maratona Internacional de Natação
A Maratona Internacional de Natação é realizada em conjunto com um evento nacional, a Travessia do Pontal de Tapes, com o intuito de possibilitar o intercâmbio entre grandes estrelas consagradas da natação e jovens talentos.